# Beszélő
 (février 2022).
Si vous disposez d'ouvrages ou d'articles de référence ou si vous connaissez des sites web de qualité traitant du thème abordé ici, merci de compléter l'article en donnant les références utiles à sa vérifiabilité et en les liant à la section « Notes et références ».
Beszélő (litt. "parloir") était un journal politique et culturel libéral, publié d'octobre 1981 à décembre 2012, tout au long des années 1980 en tant que samizdat, ou publication illégale, et comme le premier et le plus respecté des journaux non censurés de l'ère Kádár. Le premier numéro a été publié pour marquer le 25e anniversaire de l'Insurrection de Budapest.

## Histoire

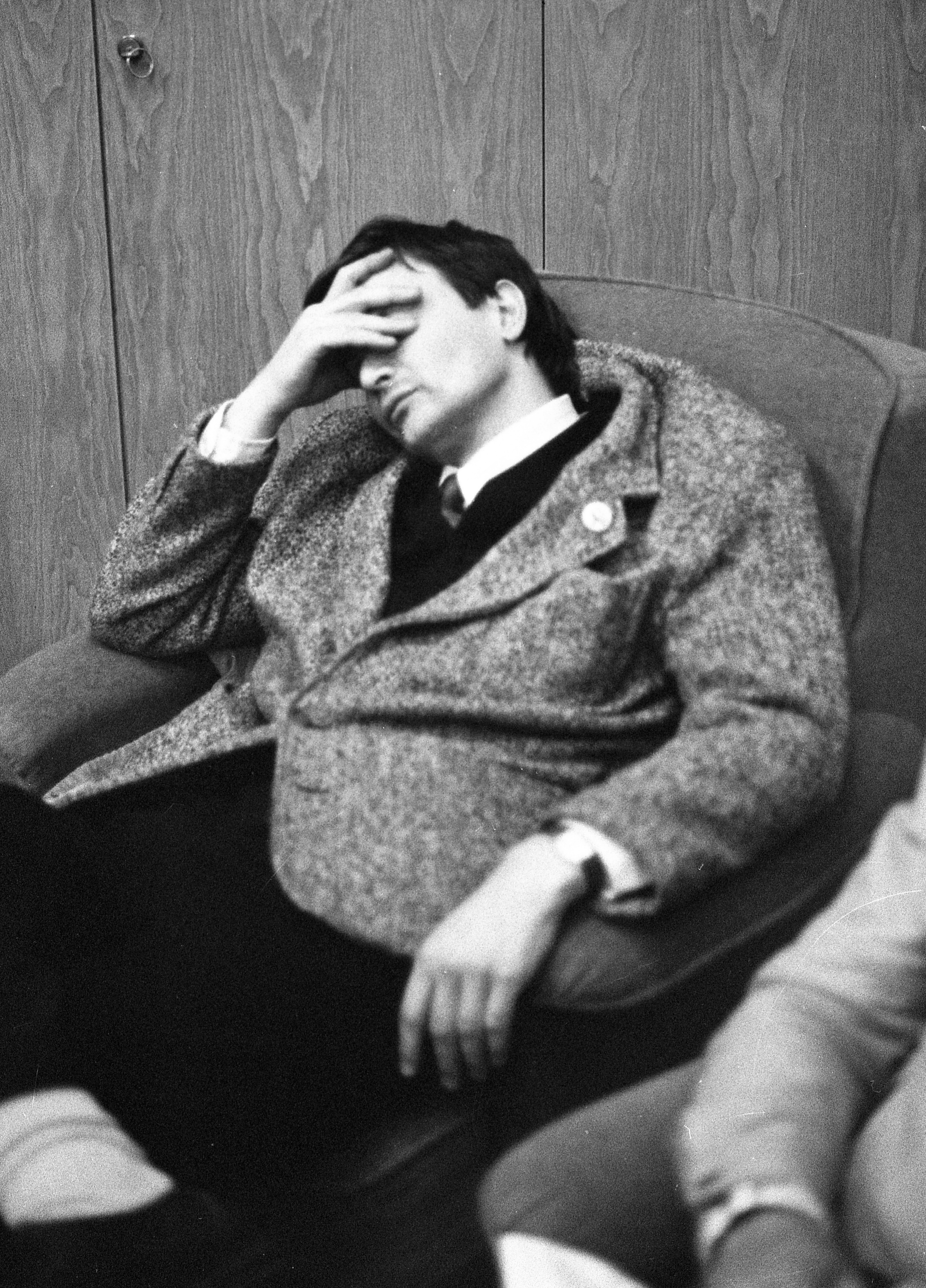
Gábor Demszky en 1990

Il ne s'agissait pas du premier samizdat, puisque des publications de ce type avaient été éditées depuis 1976. La nouveauté de Beszélő était que ses rédacteurs s'engageaient à publier un journal sans censure sous leur propre nom, et qu'il était publié régulièrement (en gros tous les trimestres) et en nombre relativement important, avec un réseau de distribution. La reproduction a été faite par une machine à pochoir. Un autre samizdat, Kisúgó (hu), fut lancé en même que Beszélő, mais sa diffusion fut interrompue après un seul numéro.
Le journal n'avait pas de rédacteur en chef, et les rédacteurs se réunissaient chaque semaine pour discuter des soumissions. La plupart des analyses politiques étaient rédigées par János Kis (hu), mais la direction du journal était décidée conjointement par les rédacteurs.
Entre 1981 et 1986, le journal était imprimé dans une ferme à Dunabogdány par István Orosz (hu), tandis que le centre de distribution était situé dans l'appartement d'Endre Miklóssy à Budapest. De 1986 jusqu'au changement de régime (en), le journal fut publié par AB Független Kiadó, avec Gábor Demszky et son entourage comme  distributeurs. Les intellectuels qui se sont réunis autour de Beszélő, dont János Kis, Ferenc Kőszeg, György Petri, Bálint Nagy (hu), Miklós Haraszti, János Eörsi, Bálint Magyar (en), Ottilia Solt, Gábor Havas (hu) et Gábor Iványi (hu) (qui donna son titre au journal), jouèrent un rôle important dans le changement de régime.
Dans la presse liée au parti unique, le Parti socialiste ouvrier hongrois, il y avait de nombreux sujets tabous, surtout l'Insurrection de Budapest, la question des Magyars d'outre-frontières (Hongrois de Roumanie, Hongrois de Bucovine,  minorité magyare de Serbie, minorité magyare d'Ukraine), la situation des minorités religieuses et ethniques, et la question de la pauvreté, qui était officiellement considérée comme inexistante. Les rédacteurs ont donc décidé d'inclure un dossier sur ces sujets dans chaque numéro.
Les contributeurs firent l'objet d'une surveillance et d'une mise sur écoute constantes de la part du ministère de l'Intérieur (en), et ont été fréquemment traqués, harcelés et fouillés. En 1986, plusieurs personnes ont été sévèrement harcelées pour avoir distribué le journal. Des journalistes furent poursuivis à plusieurs reprises.  
« György Szövényi, qui m'a interrogé à plusieurs reprises - il passe ces jours-ci à la télévision en tant qu'expert de la lutte contre le terrorisme - a répété à plusieurs reprises : "Nous ne nous soucions pas de ce qu'ils écrivent, mais seulement de savoir s'ils ont une licence pour le faire"." Bien sûr, lorsque mon appartement a été perquisitionné pour la première fois en mars 1983 et que j'ai été emmené rue Tolnai Lajos (hu) pour être interrogé, j'étais sûr que je serais libéré dans deux ans au plus tôt. J'ai été le plus surpris lorsque j'ai été libéré à cinq heures du matin. Mais j'en ai compris qu'ils voulaient éviter les procès politiques spectaculaires et ne pas détruire les illusions occidentales associées au 'socialisme du goulash' par des peines de prison. » déclarait Feren Kőszeg. 
En 1987, le 20e numéro spécial du célèbre programme Contrat social, publié à l'origine à 2 000 exemplaires, a dû être réimprimé en raison de l'intérêt qu'il suscitait.

## Pseudonymes
Certains articles furent rédigés par des auteurs optant pour des pseudonymes :  Ada Pál (Iván Pető (hu), Csonka Dénes (Tamás Bauer (en)), Fényes Elek (János Rainer M. János (hu), Kovács Eszter (Szalai Erzsébet (hu), Magyar László (László Lengyel (hu), Rikárdó Dávid (Lajos Bokros (en)).

## Après le changement de régime
Publié légalement après la chute du communisme, il était un hebdomadaire dans la première moitié des années 1990, puis un mensuel ou un bimensuel. Son premier rédacteur en chef "légal" a été Ferenc Kőszeg, puis Ilona Kiss entre 1995-2003, puis András Mink, et enfin László Neményi.
Fin 2012, l'édition papier a cessé d'exister, mais l'équipe de rédaction est restée ensemble et des articles ont encore été publiés sur le site web jusqu'à fin 2016, mais depuis lors, il n'a plus été mis à jour